# Động vật trong Hồi giáo

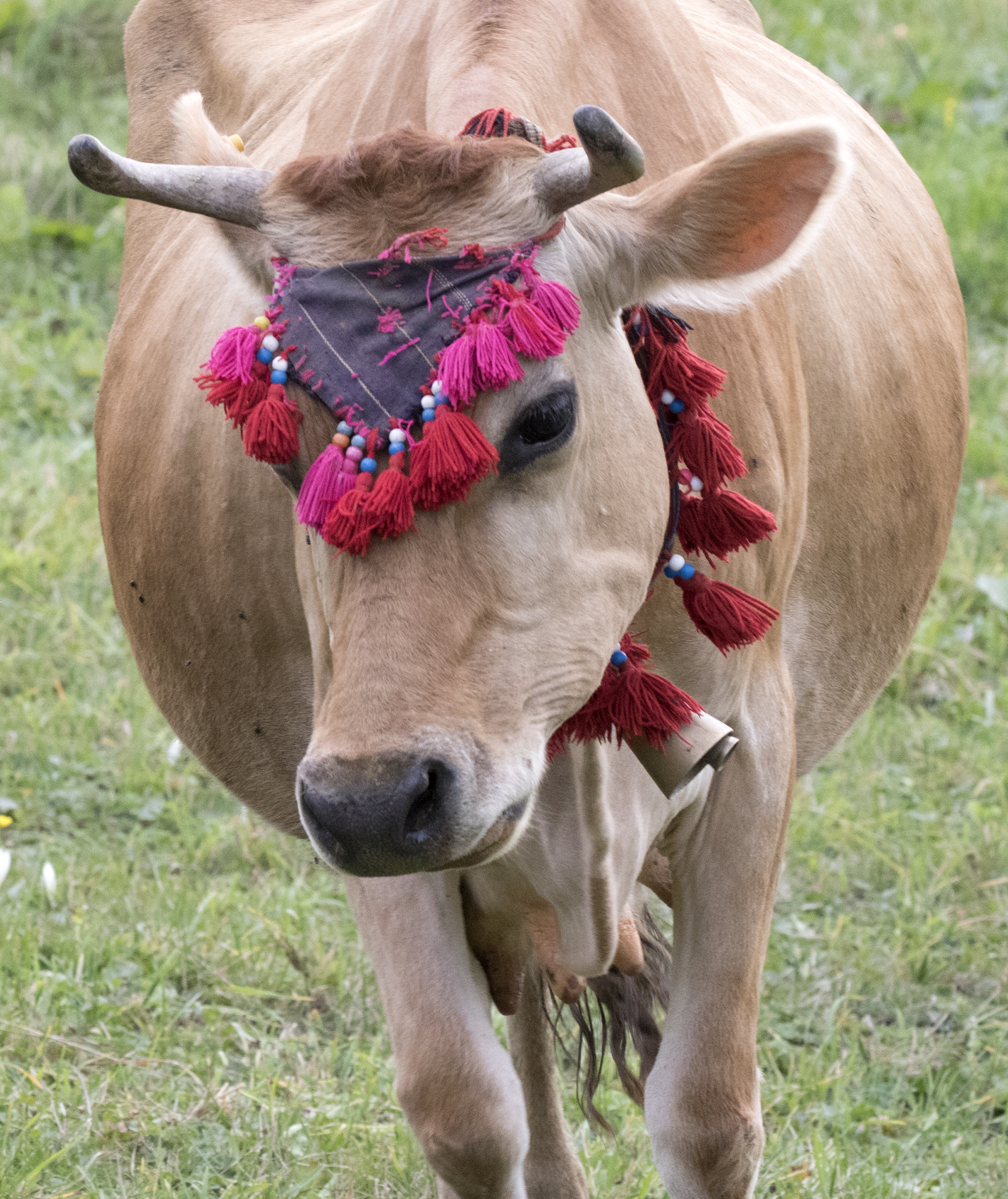
Một con bò được trang điểm hoa văn ở Sisdağı, Thổ Nhĩ Kỳ, con bò được nhắc đến rất nhiều trong Kinh sách của đạo Hồi

Động vật trong Hồi giáo là quan điểm, giáo lý, giáo luật của Hồi giáo về các loài động vật được cụ thể hóa qua các kinh sách như kinh Quran (Koran), luật Halal. Mặc dù những tín đồ Hồi giáo không thực hành thờ phượng động vật nhưng những kinh sách của đạo Hồi cũng giảng giải về sự trân quý dành cho số loài động vật. Trong kinh Quran, động vật còn được nhắc đến với tên gọi là thú vật (tiếng Ả rập: حَيوَان/hayawān/haywān; số nhiều: haywānāt có nghĩa là muôn loài, muôn thú), và còn được nhắc đến như là dã thú hoặc sinh vật với cụm từ dābba (tiếng Ả rập: دَابَّة; số nhiều: dawābb) để đôi khi phân biệt với các loài chim trời.
Những nội dung đề cập về động vật được nhà tiên tri Mohamed mặc khải   như là ý chỉ của Allah. Theo đó, muôn loài đều có ý niệm về đấng Chân chủ Allah, chúng ngày đêm ca tụng Ngài, ngay cả khi lời ngợi khen này không được thể hiện bằng ngôn ngữ của con người. Đạo Hồi còn răn dạy tín đồ tuân thủ giới luật khi họ dùng các sản phẩm từ động vật (loài vật thanh sạch) hay cả việc giết mổ động vật. Đạo Hồi còn đặt ra quy tắc đối xử nhân đạo đối với động vật thông qua quy trình lễ nghi trong khi giết mổ động vật. Đạo Hồi cấm các trò chọi thú với mục đích giải trí hay để cá cược, đó là những nội dung mang có tính chất của phúc lợi động vật trên quan điểm hiện đại.

## Các luật lệ
Do người Hồi giáo có những luật lệ rất phức tạp và nghiêm khắc nên việc ăn uống cũng rất khắt khe. Ở các nước theo đạo Hồi, thịt động vật Halal thì người Hồi giáo mới được phép tiêu thụ. Halal và haram là những thuật ngữ áp dụng cho tất cả các khía cạnh của cuộc sống người Hồi giáo. Thực phẩm Halal còn phải được làm từ nguồn động vật được xử lý theo đúng phương pháp của đạo Hồi.

### Quy tắc chung
Người Hồi giáo chỉ được ăn thịt hợp quy (Halal), tức là thịt từ những con vật thanh sạch và đã được giết mổ theo nghi thức của đạo Hồi. Nghiêm cấm ăn những con vật ăn thịt sống hay ăn tạp (như chó, mèo, chuột). Những loại thịt cấm kỵ (Haram) gồm thịt lợn, thịt các con vật ăn tạp và các loại thức ăn có thịt lợn, thịt các con vật ăn tạp trong đó tuyệt đối không được ăn thịt lợn vì lợn là loài vật ô uế, cấm ăn tiết canh các loại, nghiêm cấm uống máu, ăn xác con vật đã chết trước khi được cắt tiết theo nghi thức, những người theo đạo Hồi còn không ăn ốc, hến, trai, sò. Tuy nhiên, trong trường hợp không còn gì để ăn thì họ mới được ăn mọi thứ để sống.
Những động vật và sản phẩm động vật được cho là hợp quy (Halal) phải là: Sữa (từ sữa bò, cừu, lạc đà và sữa dê), mật ong, cá, đồ tươi sống tự nhiên của động vật như bò, cừu, dê, hươu, nai, gà, chim, vịt cũng được xem là hợp quy Halal, nhưng chúng phải được giết mổ theo nghi thức Hồi giáo để phù hợp cho việc ăn uống theo lễ. Những con vật thường được chế biến theo kiểu Halal là gà, vịt, dê, cừu. Tất cả những con vật sống ở dưới nước như cá, tôm, rùa là thực phẩm Halal. Khi hạ sát con vật, từ Allah (nghĩa là chúa trời) phải được người mổ thịt nói trước khi mổ "Nhân danh thượng đế, Allah vĩ đại nhất, chỉ có Allah là người chúng tôi thờ phụng" bằng tiếng Ả Rập rồi mới cắt cổ con vật, để linh hồn con vật được về bên Allah.
Dụng cụ giết mổ phải được mài sắc bén để đảm bảo tính nhân đạo. Động vật phải được giết ở khe cổ họng (chọc tiết) và khi cắt cổ con vật phải cắt đứt thanh quản và hai mạch máu để máu thoát hết theo nghi thức Dhabihah (ذَبِيحَة/dhabīḥah). Động vật phải còn sống trước khi bị mổ. Thịt của động vật bị chết hoặc bất tỉnh trước khi mổ không phải là thịt thanh sạch hợp quy (Halal). Thịt sau khi mổ phải được treo ngược lên để cho máu chảy ra hết. Thịt thanh sạch phải là thịt không dính máu (vấy máu). Việc giết mổ phải được thực hiện dưới tay của một người Hồi giáo hoặc người Do Thái, nếu không được xem là không hợp quy và các tín đồ Hồi giáo sẽ không ăn do trường hợp này được xem là ngoại đạo sát sinh. Động vật phải được cho ăn ở chế độ tự nhiên, không chứa các sản phẩm làm từ động vật khác.
Các loài động vật và sản phẩm động vật bị cấm kỵ (Hamram) theo Đạo Hồi là:
- Lợn (heo) và những gì được làm hay chiết xuất ra từ chúng.
- Động vật có móng vuốt và răng nanh như sư tử, hổ, gấu, rắn, khỉ và các loài động vật khác tương tự.
- Loài chim săn mồi có móng vuốt như đại bàng, kền kền, và các loài chim tương tự khác.
- Loài gây hại như chuột, rết, bọ cạp và động vật tương tự khác.
- Động vật cấm bị giết trong đạo Hồi: kiến, ong, chim gõ kiến.
- Động vật được coi là bẩn thỉu như chấy, ruồi, giòi bọ và các động vật tương tự khác.
- Động vật vừa sống trên đất liền vừa sống trong nước (động vật lưỡng cư) như ếch, cá sấu và các động vật tương tự khác.
- Con la và con lừa nhà.
- Tất cả các chất độc hại và loài thủy sản nguy hiểm.
- Bất kỳ loài động vật khác không giết mổ theo luật Hồi giáo.
- Động vật chết vì nghẹt thở, bị đập vào đầu, bị rơi, bị tấn công bởi động vật khác.
- Máu của động vật (huyết canh). Trong đạo Hồi, thượng đế nói rằng cấm con người được ăn huyết của các loài động vật bởi những bệnh tật khi cắt tiết sẽ đi theo đường máu mà ra, chứa nhiều mầm bệnh[1].
- Một phần bộ phận của cơ thể con người hoặc nhau thai động vật.
- Bất kỳ chất lỏng hay chất rắn xuất ra từ người hoặc động vật như nước tiểu, phân, dịch, nhầy, chất nôn và mủ.

### Nguồn thịt

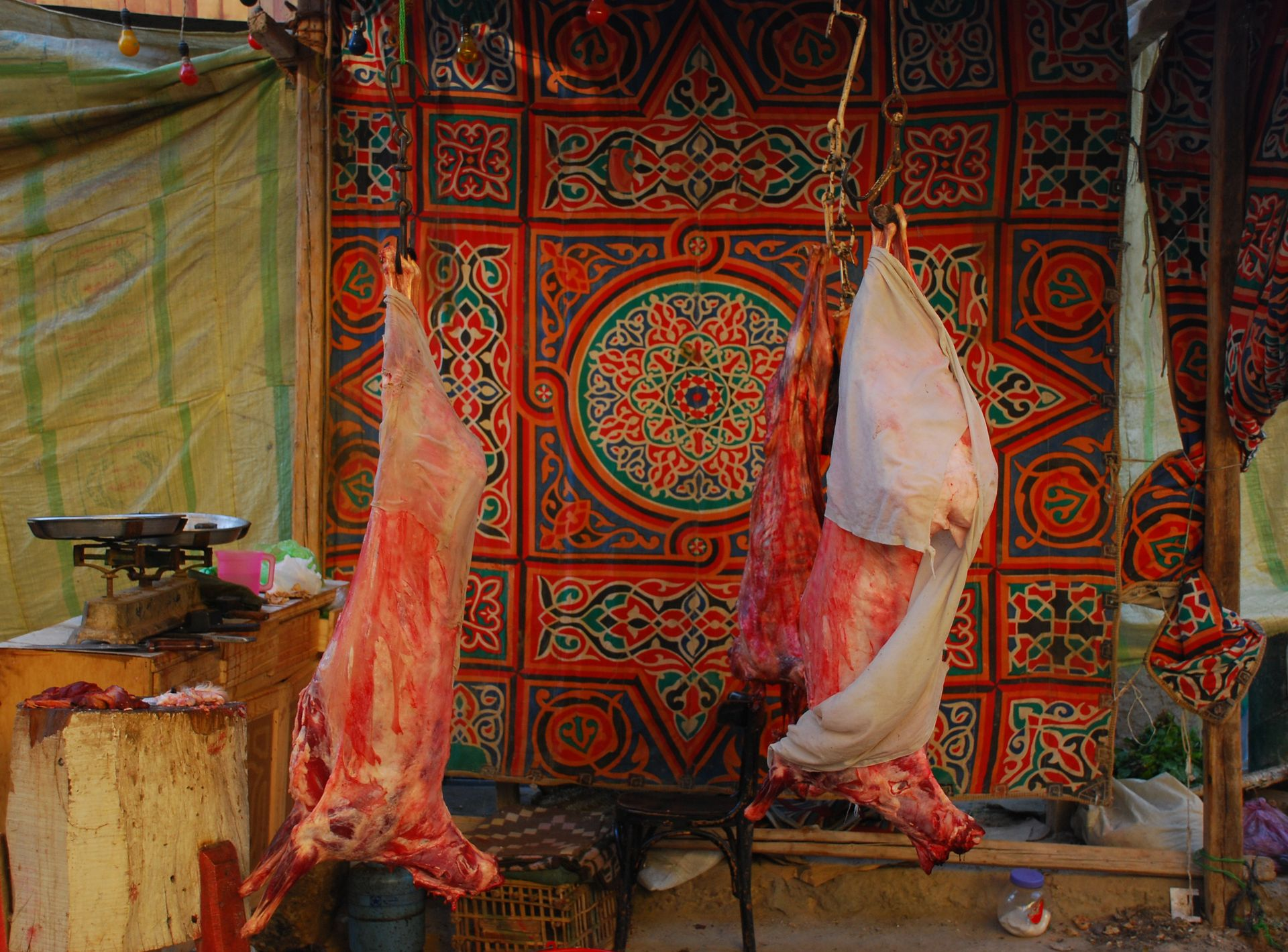
Nguồn thịt được phép tiêu thụ phải tuân theo Luật Halal

### Luật giết mổ

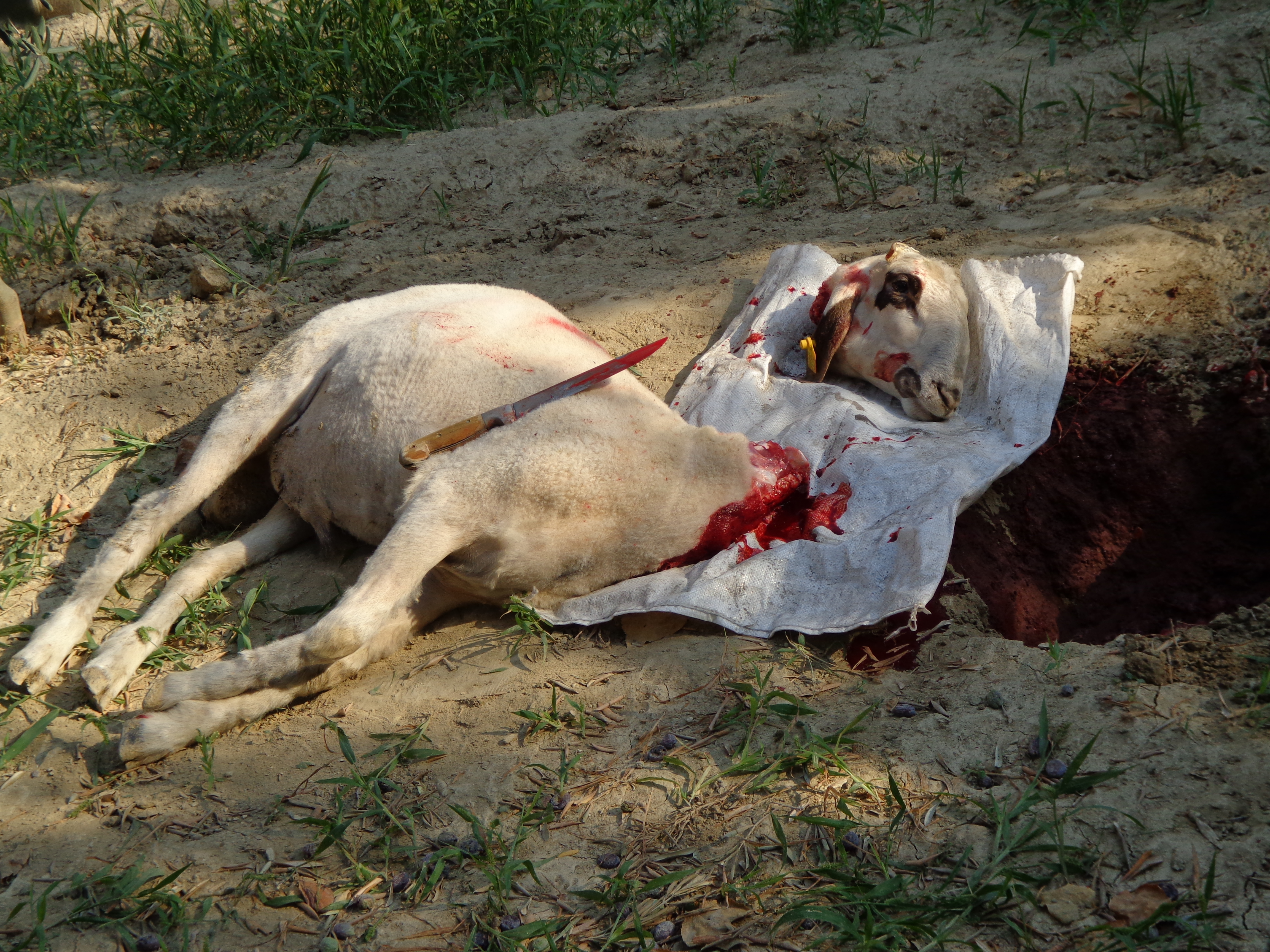
Giết mổ cừu theo lễ Qurban

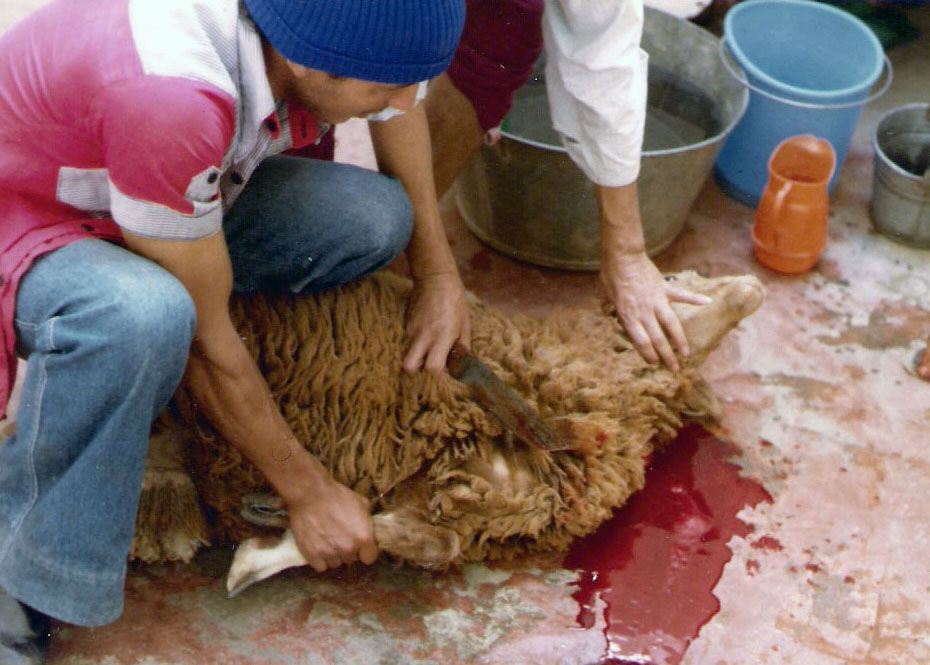
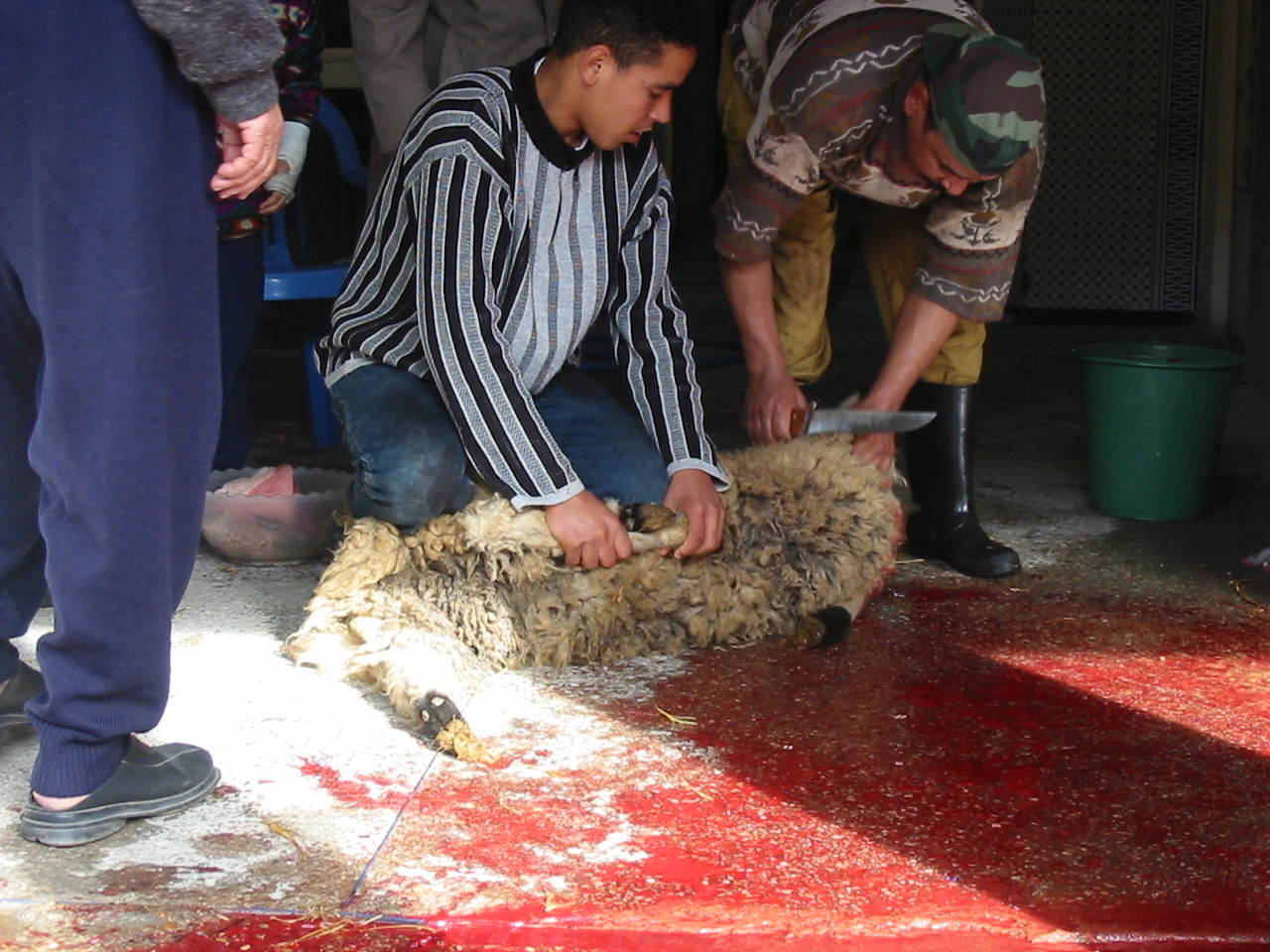
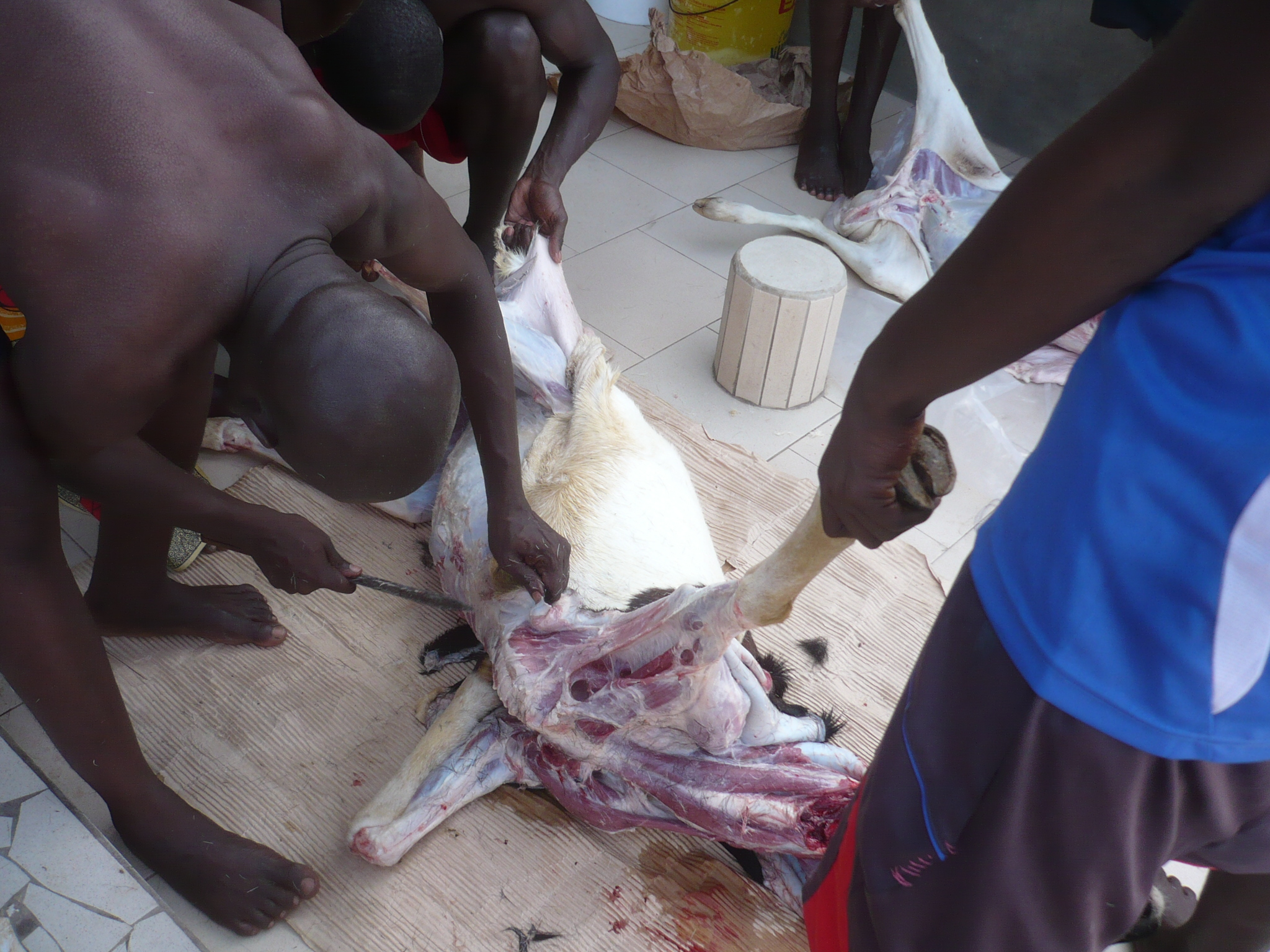
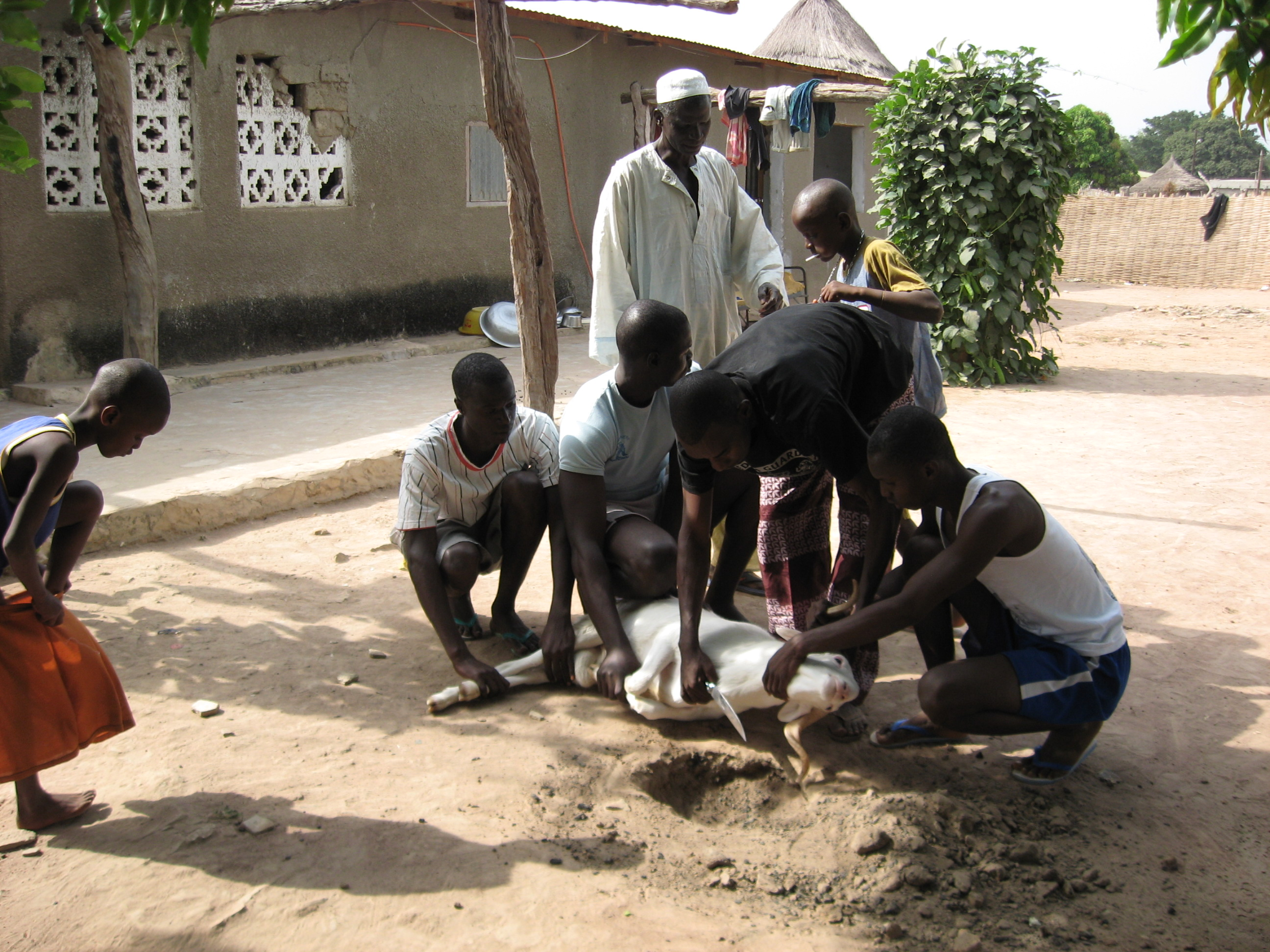
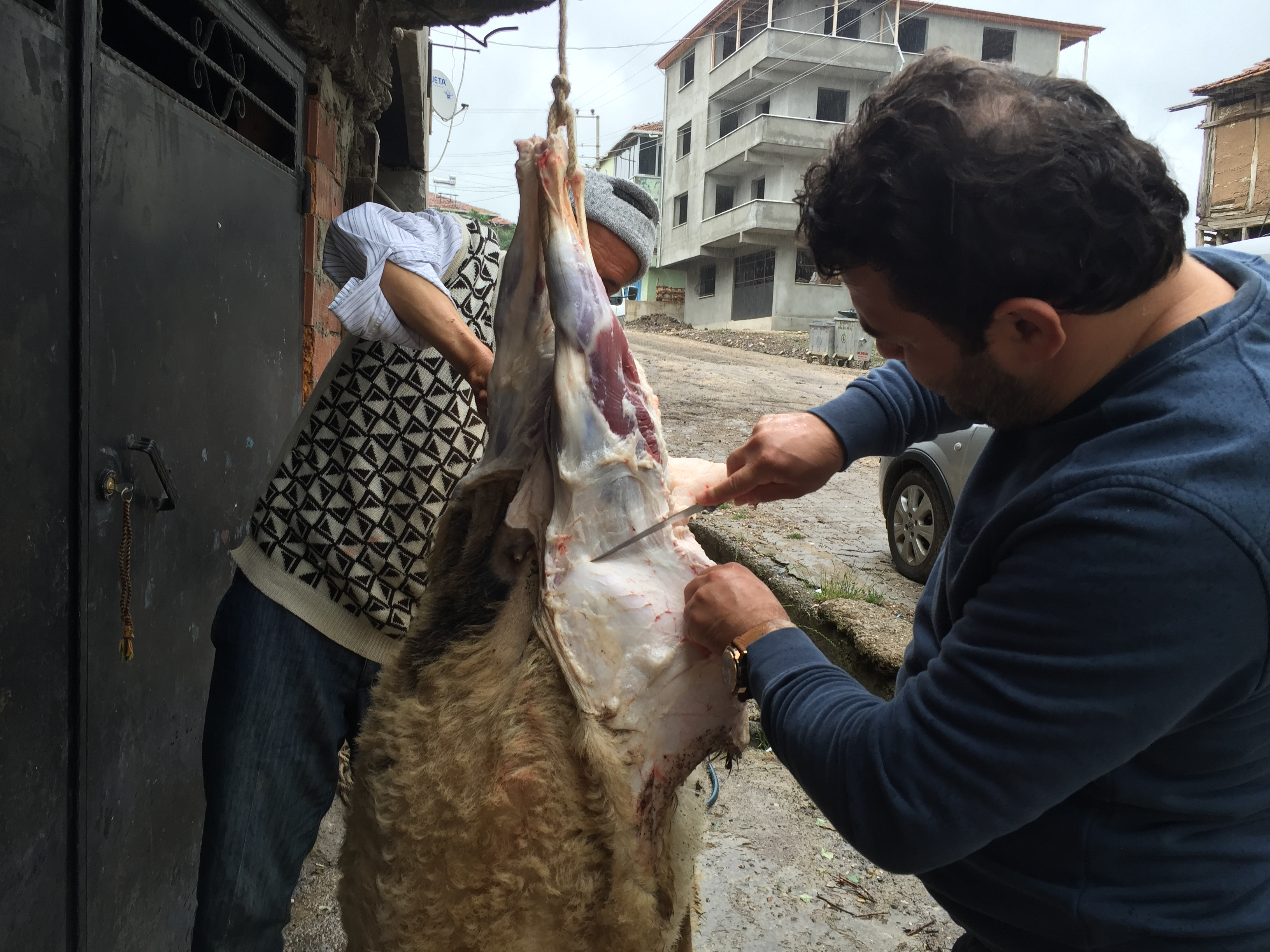
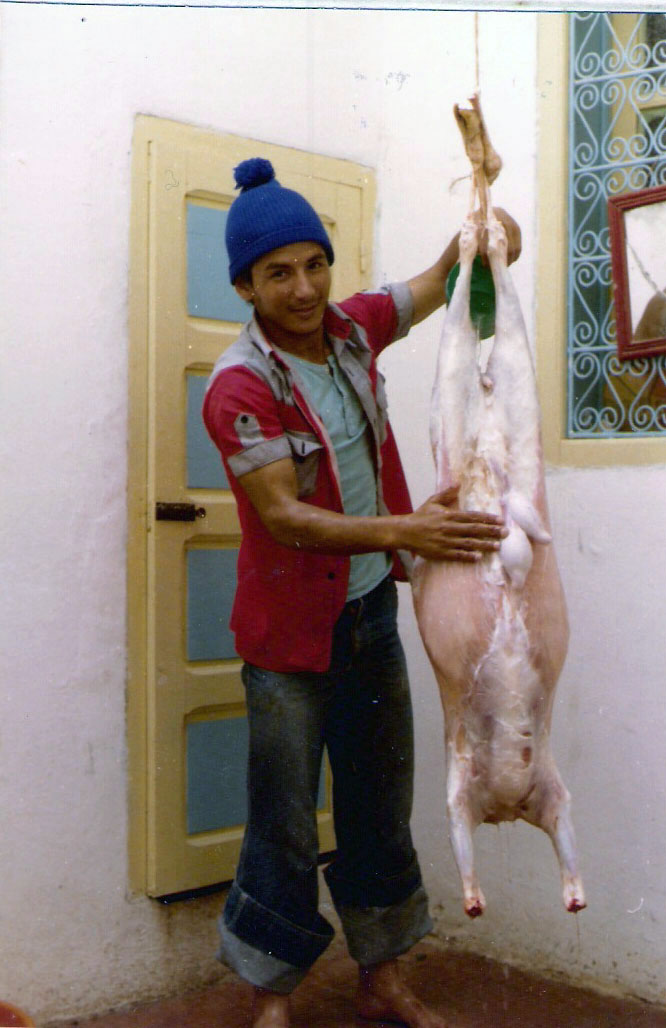

### Lễ Hiến tế

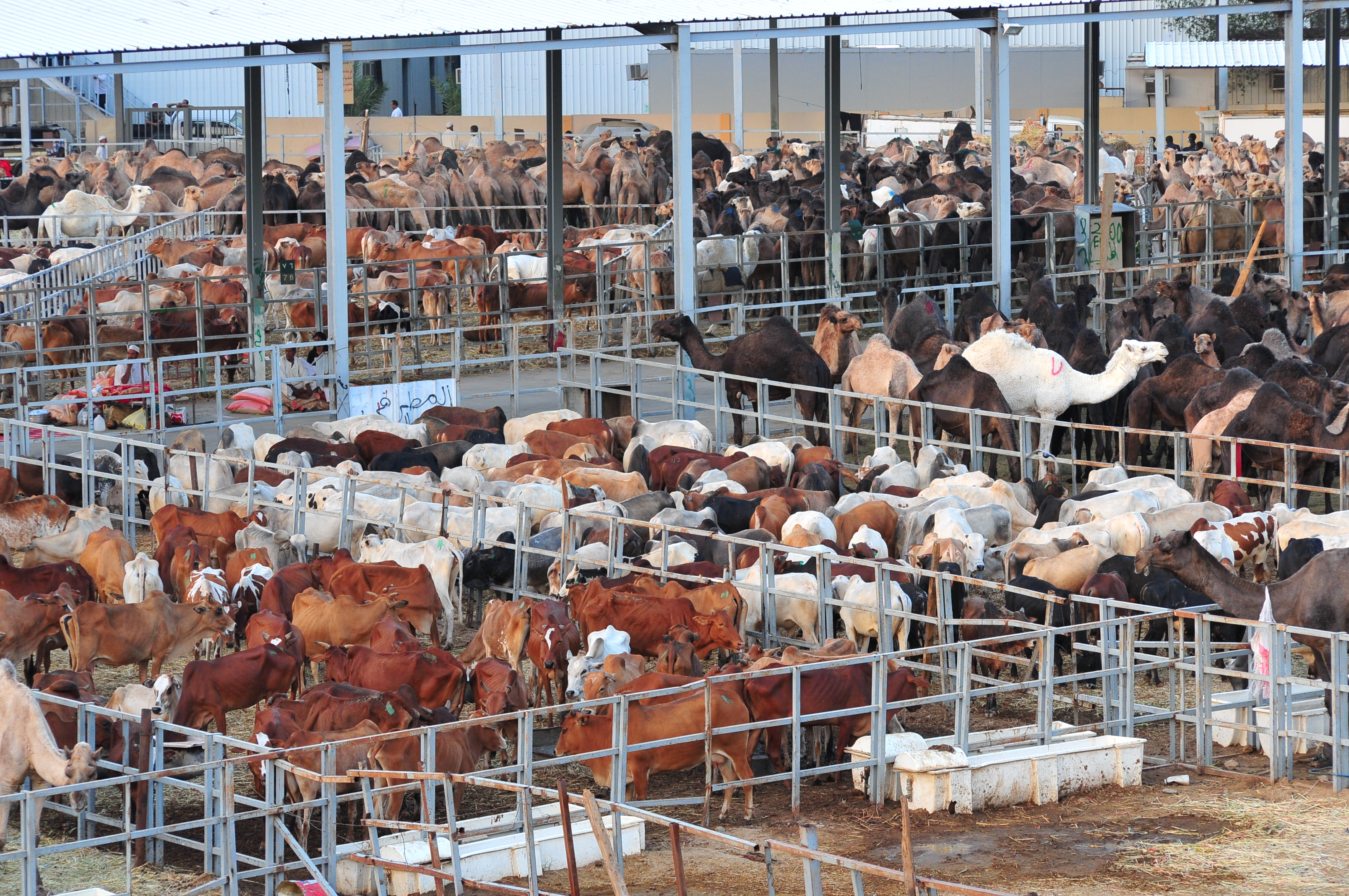
Những con vật được tập kết chuẩn bị cho lễ hiến tế

### Con bò

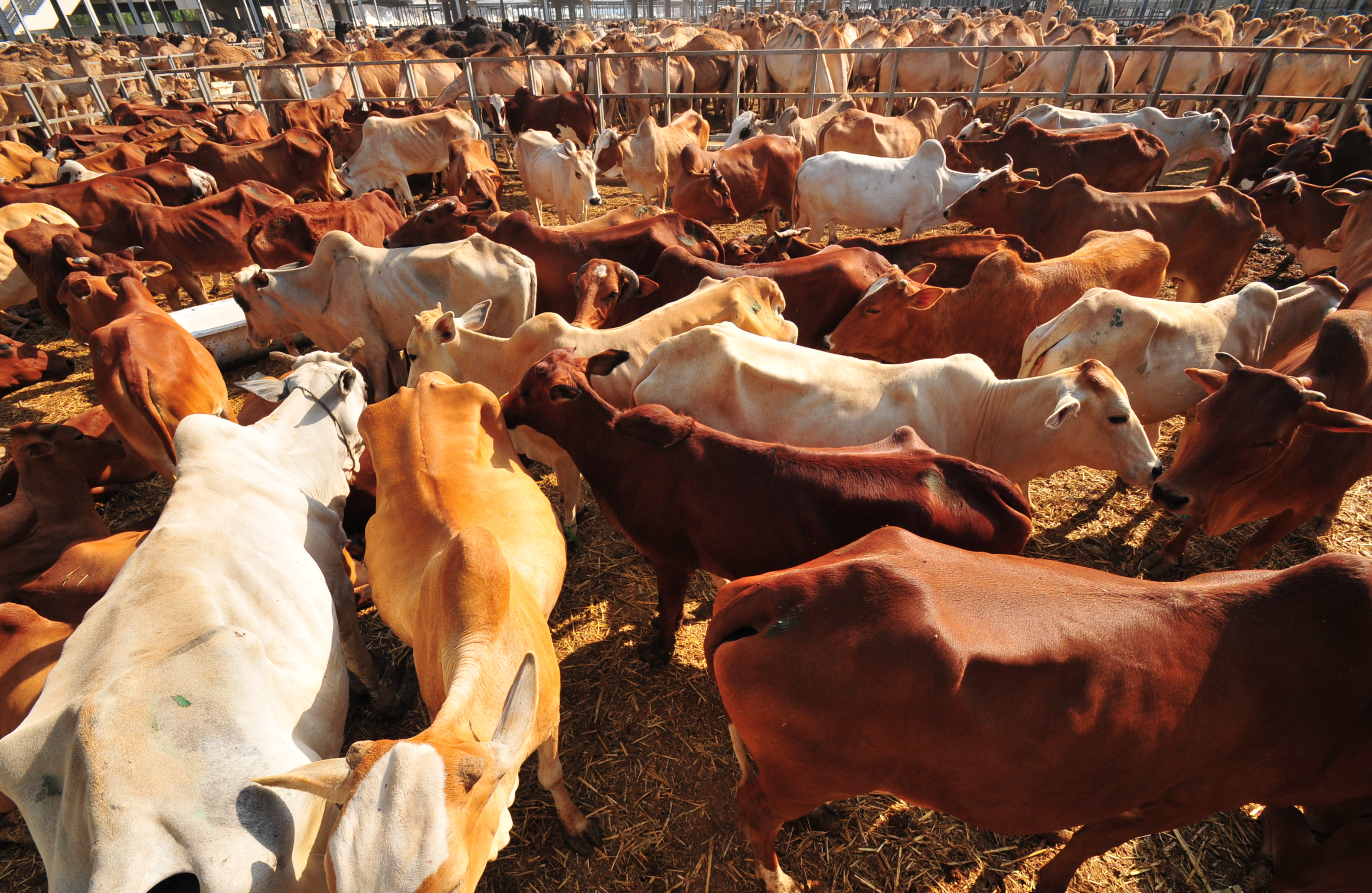
Những con bò đang chuẩn bị tập trung cho lễ Hajj

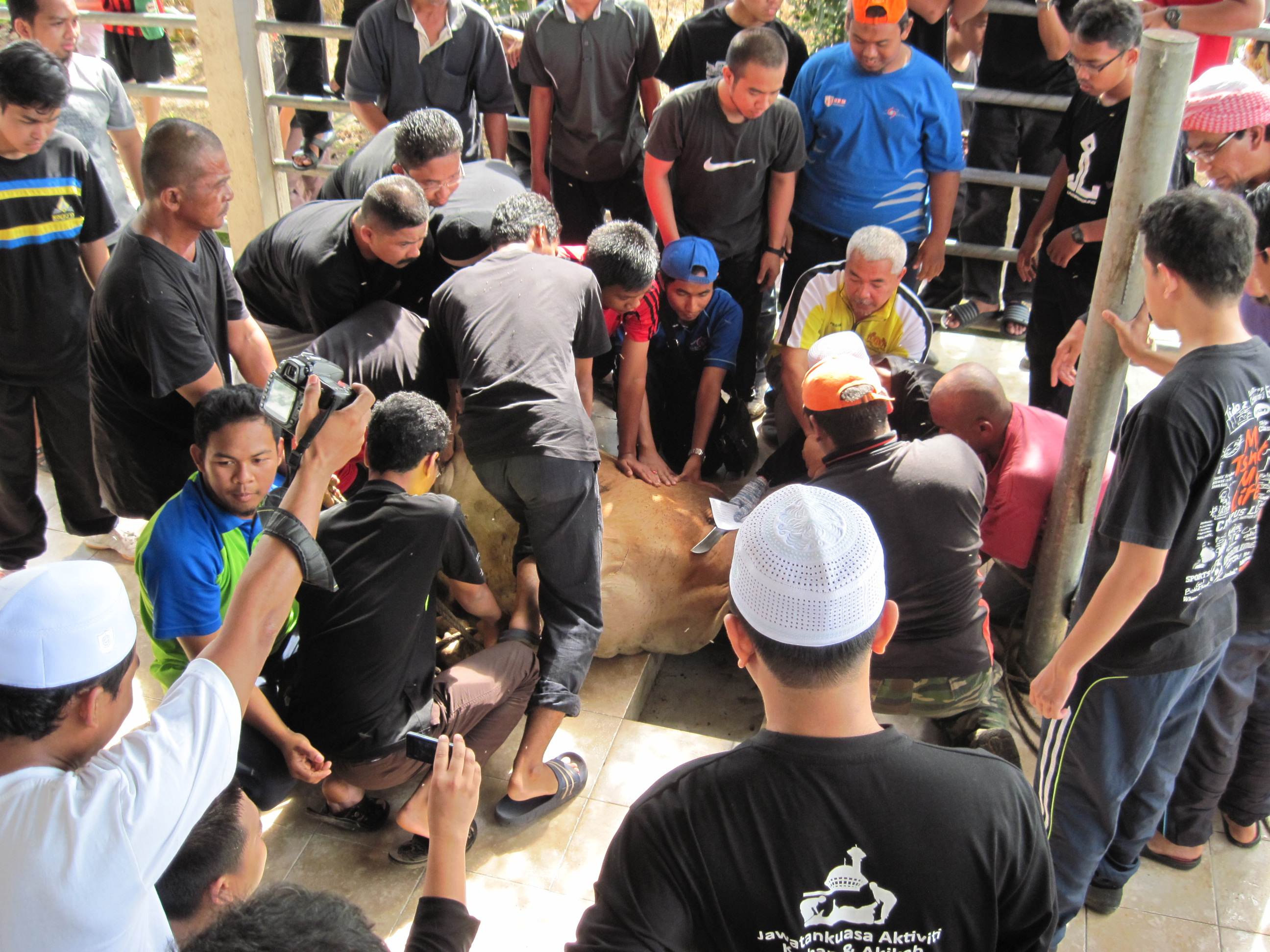
Giết mổ bò trong Korban ở Mã Lai

### Con ngựa

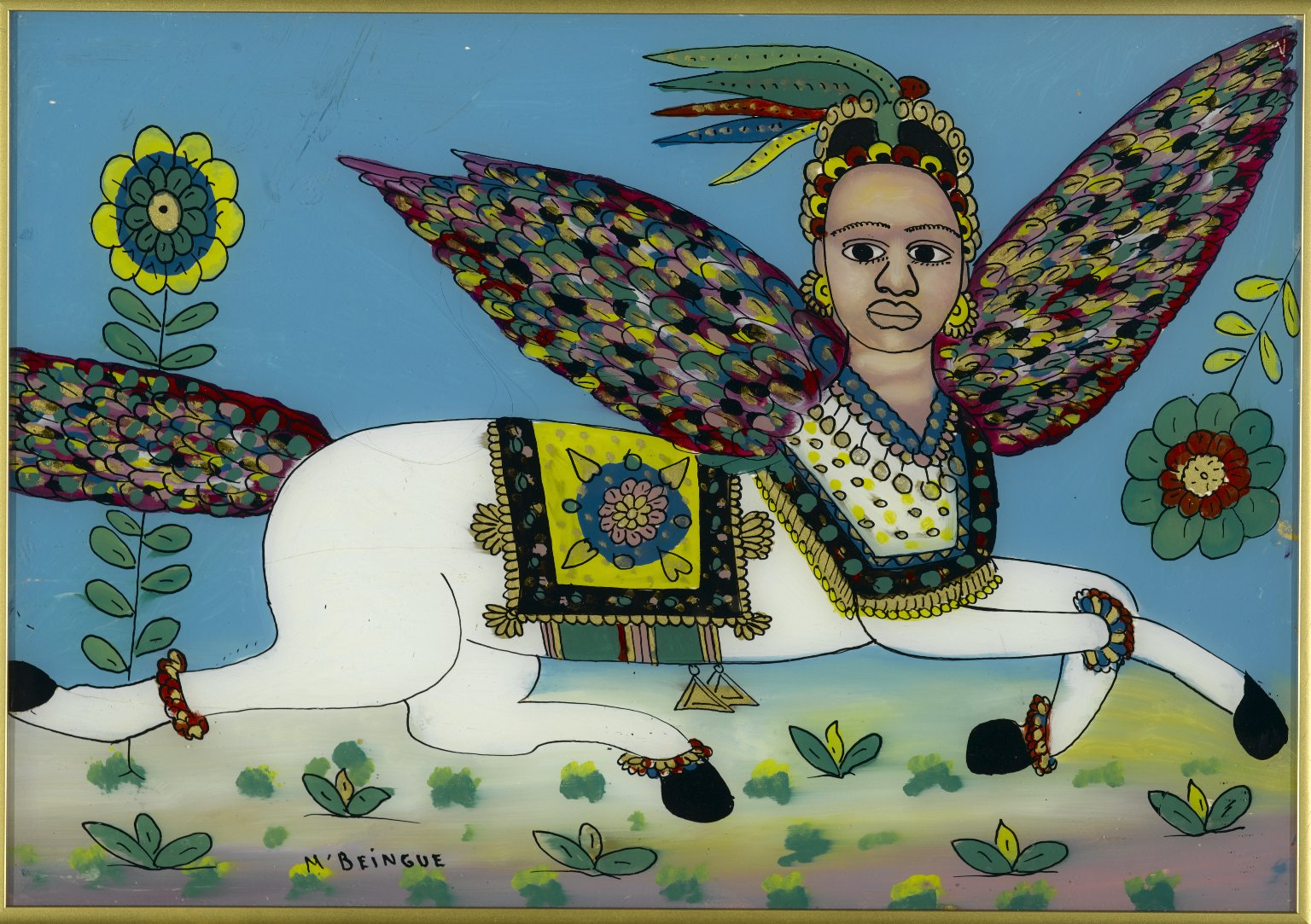
Bạch mã Al-Buraq

### Con cừu

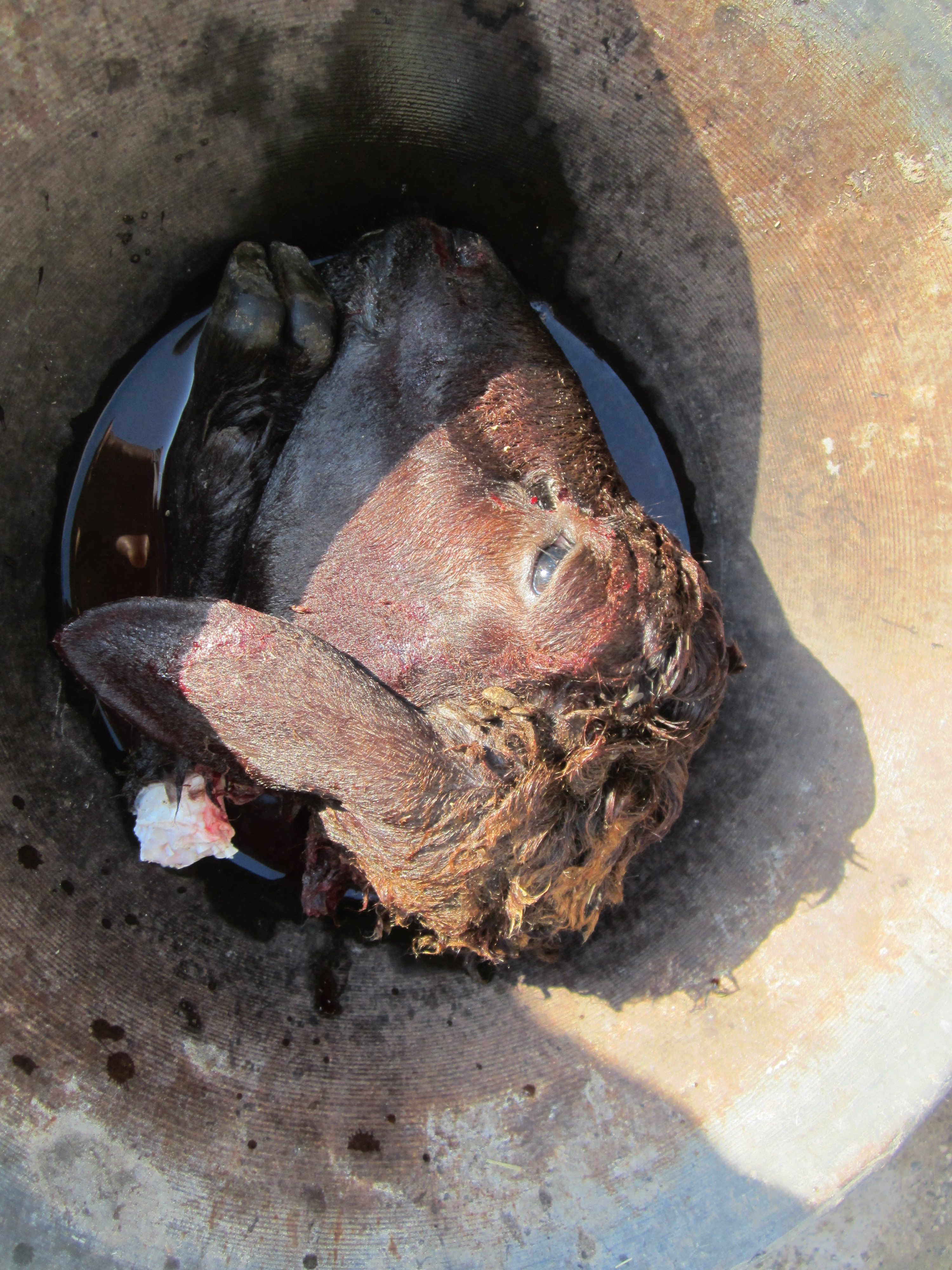
Một cái đầu cừu hiến tế

### Loài khác

Biểu tượng hổ được ký họa bằng thư pháp Ả rập